# 11Q5
11Q5 (według starego systemu oznaczeń 11QPsa) – qumrański zwój psalmów pochodzący z I wieku n.e. Jest to jeden z sześciu rękopisów zawierających psalmy a odkrytych przez Beduinów w 1956 roku w grocie 11 w Kumran. Został napisany hebrajskim pismem kwadratowym, z wyłączeniem tetragramu zapisywanego pismem paleohebrajskim.

## Opis
11Q5 składa się z pięciu zachowanych fragmentów. Zawiera on w sumie czterdzieści osiem utworów poetyckich, w tym głównie psalmów biblijnych, oraz wyjątkowo jeden fragment prozy.
Zwój jest przyciemnioną na ciemno żółty kolor skórą zwierzęcą (być może pochodzącą z łydki). Łącznie ma prawie cztery metry długości. Początkowa część zwoju, w przeciwieństwie do jego końca, jest źle zachowana. Zachowały się obszerne fragmenty 34 kolumn tekstu zawierające łącznie około 50 utworów literackich. Choć początek zwoju nie zachował się, na podstawie analizy zachowanych fragmentów, Patrick Skehan twierdził, że prawdopodobnie zaczynał się on od Psalmu 101. Psalmy zostały zapisane prozą z wyjątkiem Psalmu 119, który jest akrostychem napisanym dwudziestoma dwoma poetyckimi zwrotkami. Każda z tych zwrotek zawiera osiem wierszy zaczynających się tą samą, kolejną dla danej zwrotki literą alfabetu hebrajskiego.
Zwój jest datowany paleograficznie na koniec okresu Heroda, czyli na lata pomiędzy 30 a 50 rokiem n.e. Na uwagę zasługuje również fakt, że zwój w każdym przypadku używa tetragramu imienia Bożego zapisanego pismem paleohebrajskim. 11Q5 przekazuje pełny zakres ortografii.

## Treść i struktura

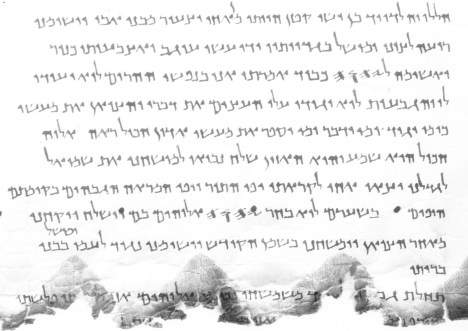
XXVIII kolumna zwoju 11Q5 zawierająca Psalm 151 A i B

Zwój 11Q5 posiada dwie niezwykłe cechy. Po pierwsze, oprócz trzydziestu dziewięciu biblijnych psalmów z 4 i 5 księgi Psałterza według tekstu masoreckiego, zawiera utwór napisany prozą („Kompozycja Dawida”, kolumna 27). Zawiera również dziewięć innych poetyckich kompozycji: jedna pochodząca z innych miejsc Biblii  hebrajskiej („Ostatnie słowa Dawida” 2Sam 23:1-7); przynajmniej jedna katena na podstawie Psalmu 118 (kolumna 16); cztery utwory znane wcześniej (Psalmy 154 i 155 z syryjskiej Peszitty; Psalm 151 i tekst Syracha 51:13-30 znany z LXX, Peszitty i Wulgaty) oraz trzech nieznanych kompozycji „Powołanie do wyzwolenia”, kolumna 19; „Apostrofa do Syjonu”, kolumna 22; i „Hymn do Stwórcy” kolumna 26).
Drugą niezwykłą cechą tego zwoju jest wyjątkowy porządek psalmów. Chociaż w dziewiętnastu przypadkach kolejność psalmów jest zgodna z Psałterzem według tekstu masoreckiego to jednak kolejność dwudziestu ośmiu psalmów w 11Q5 wyraźnie się od niego różni.
Kolejność utworów literackich zwoju przedstawia się następująco: 
Psalmy 101> 102> 103; 109>  [110]; 118> 104> 147> 105> 146> 148 [+120]> 121> 122> 123> 124> 125> 126> 127> 128> 129> 130> 131> 132> 119> 135> 136> katena> 145 [+ inny psalm?]> 154 + Powołanie do wyzwolenia> 139> 137> 138> Syracha 51> Apostrofa do Syjonu> 93> 141> 133> 144> 155> 142> 143> 149> 150> Hymn do Stwórcy> Ostatnie słowa Dawida> kompozycja Dawida> 140> 134> 151A> 151B pusta kolumna [koniec zwoju].
Struktura zwoju 11Q5 została w różny sposób zinterpretowana. Jej analiza opiera się głównie na porównaniu kolejności psalmów z tekstem masoreckim. Patrick Skehan twierdzi, że szereg odizolowanych ugrupowań religijnych dostosowywało kolejność poszczególnych psalmów do swoich celów liturgicznych.
Wraz ze wzrostem zainteresowania Zwojem Psalmów, nastąpiło również pojawienie się nowych wniosków. Na podstawie różnych wskazówek wynikających z redakcji tekstu, Gerald Wilson wyizolował w tekście pięć segmentów, które stopniowo skupiają się na dawidowej nadziei Mesjasza. Peter Flint zaś opisał strukturalny zarys zwoju na podstawie pięciu różnych czynników organizacyjnych. Dwa dominujące z nich to obawa, aby odzwierciedlić kalendarz słoneczny oraz podkreślenie roli Dawida.

## Publikacja
Główna część zwoju a w tym cztery jego fragmenty (oznaczane literami od A do D) zostały opublikowane przez Jamesa A. Sandersa jako „Zwój Psalmów z Qumran grota 11 (11QPsa)”. Kolejny fragment E został opublikowany w całości przez Jigaela Jadina. Sanders wydał również pierwsze angielskie tłumaczenie zwoju, a tłumaczenia niebiblijnych utworów z 11Q5 pojawiają się także w standardowych tłumaczeniach angielskich tekstów zwojów znad Morza Martwego.